# 西班牙鸡肉饭
西班牙鸡肉饭（直译：鸡肉饭）是拉丁美洲的一道传统菜肴，与西班牙大锅饭有一定渊源。多米尼加亦将西班牙鸡肉饭称为洛克里奥鸡肉饭，而圣马丁则以lokri或locreo称之。
西班牙鸡肉饭的起源存在争议。许多波多黎各人指出西班牙鸡肉饭的必备原料是啤酒和胭脂树红，而其中的藏红花没有任何替代品可用。啤酒和胭脂树红很少用于西班牙烹饪中，当地烹饪西班牙鸡肉饭也不会使用这些调味料。胭脂树红经常用于波多黎各烹饪中（尤其是在米饭菜肴中，如猪肉木豆饭和玉米香肠饭）。啤酒也是如此，如炖炖鸡和炖鸡饭。许多波多黎各的米饭都用索夫利特酱调味（常用于西班牙鸡肉饭的烹饪）。
美食作家伊丽莎白·兰伯特·奥尔蒂斯指出了这道菜的国际性，并指出西班牙鸡肉抓饭的起源，这已经反映了外来物的影响：鸡肉来自印度，大米来自亚洲；藏红花（在西班牙用于将食物染黄，而非胭脂色）为舶来品，由腓尼基商人引进；西红柿和辣椒（二者可制作成索夫利特酱）原产于美洲。

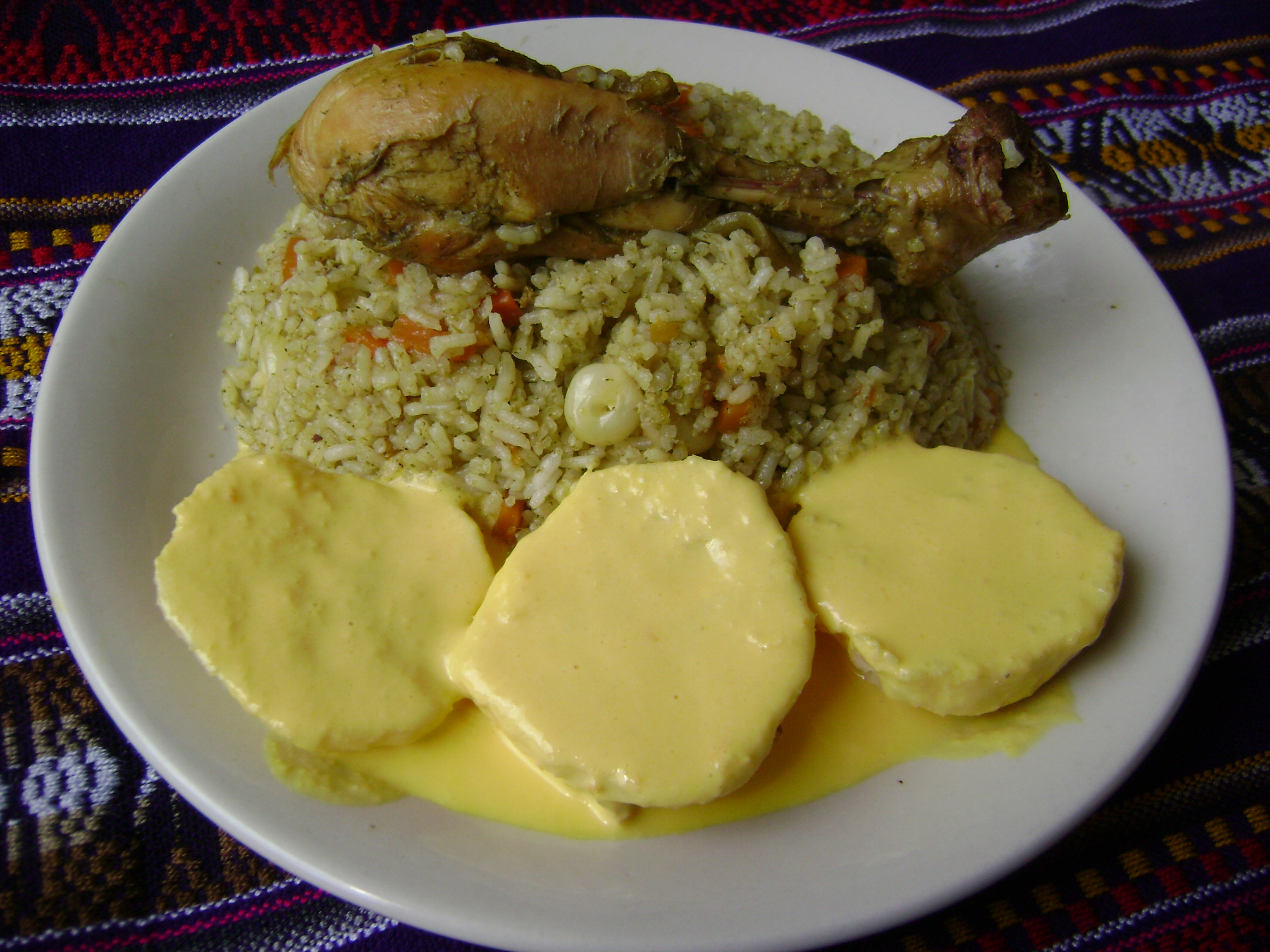
利马一户人家自制的西班牙鸡肉饭和万卡伊纳土豆（图下）。